# Побачення наосліп (фільм, 2009)
Побачення наосліп – фільм виробництва Польщі режисера Войцеха Вуйцика в 2009 р.

## Сюжет
Майя молода, красива і розумна. Вона встигає навчатися і працювати, у неї чудові друзі. Але забути Цезарія, що покинув її рік тому, ніяк не виходить. Найкраща подруга вирішує допомогти Майці почати нове життя. 
Протягом 24 днів показу на польських екранах фільм зібрав від продажу квитків 10 869 360 злотих.

## У ролях
- Катажина Мацьонг - Майка
- Борис Шиц - Кароль
- Леслав Журек - Куба
- Анна Дерешовська - Кінга
- Збігнєв Замаховскі - оператор
- Богуслав Лінда - Цезари
- Томаш Кот ведучий
- Данута Стенка - циганка ворожка
- Кристина Ткач - Дружина Цезарія
- Йоанна Якубас - Йоля
- Кароліна Новаковска - Анна
- Даріуш Внук - Даміан
- Петра Тумова - чешка Кароліна
- Марта Добецка - андидатка Домініка
- Роксана Кшемінська - кандидатка Клара
- Себастьян Хондрокостас - Ярек
- Марцін Роґацевіч - Пйотр
- Анджей Анджеєвські - Мірек
- Ярослав Сахарскі - Павел
- Войцех Бжезінскі - Рафал
- Маґдалена Валіґурська - Маґда
- Домініка Клужняк - Стася
- Рафал Рутковські - аніматор

та інші